# Честер (Іллінойс)
Честер (англ. Chester) — місто (англ. city) в США, в окрузі Рендолф штату Іллінойс. Населення — 6814 особи (2020).

## Географія
Честер розташований за координатами 37°55′32″ пн. ш. 89°49′40″ зх. д. / 37.92556° пн. ш. 89.82778° зх. д. (37.925605, -89.827693).  За даними Бюро перепису населення США в 2010 році місто мало площу 15,09 км², з яких 15,05 км² — суходіл та 0,04 км² — водойми.

## Демографія
Згідно з переписом 2010 року, у місті мешкало 8586 осіб у 2001 домогосподарстві у складі 1247 родин. Густота населення становила 569 осіб/км².  Було 2193 помешкання (145/км²).
Расовий склад населення:
| - 67,5 % — білих - 27,9 % — чорних або афроамериканців - 0,3 % — азіатів - 0,1 % — корінних американців - 3,2 % — осіб інших рас |

До двох чи більше рас належало 0,9 %. Частка іспаномовних становила 6,1 % від усіх жителів.
За віковим діапазоном населення розподілялося таким чином: 12,9 % — особи молодші 18 років, 75,8 % — особи у віці 18—64 років, 11,3 % — особи у віці 65 років та старші. Медіана віку мешканця становила 37,2 року. На 100 осіб жіночої статі у місті припадало 244,1 чоловіків;  на 100 жінок у віці від 18 років та старших — 279,1 чоловіків також старших 18 років.
Середній дохід на одне домашнє господарство  становив 50 088 доларів США (медіана — 41 764), а середній дохід на одну сім'ю — 57 400 доларів (медіана — 48 560). Медіана доходів становила 41 364 долари для чоловіків та 23 804 долари для жінок. За межею бідності перебувало 19,9 % осіб, у тому числі 32,6 % дітей у віці до 18 років та 7,4 % осіб у віці 65 років та старших.
Цивільне працевлаштоване населення становило 2246 осіб. Основні галузі зайнятості: виробництво — 30,0 %, освіта, охорона здоров'я та соціальна допомога — 21,1 %, будівництво — 10,1 %, роздрібна торгівля — 8,8 %.